# Flaga Ras al-Chajmy

Flaga Ras al-Chajmy jest prostokątna, o barwie czerwonej z białym obramowaniem o szerokości 1/4 wysokości flagi. Flagę przyjęto w 1822 roku, po podpisaniu traktatu z Wielką Brytanią, ponownie w 1936 roku. Jest identyczna z flagą Szardży.